# راندي هايسلر
راندي هايسلر (بالإنجليزية: Randy Heisler)‏ هو منافس ألعاب قوى أمريكي، ولد في 7 أغسطس 1961.

## وصلات خارجية
- راندي هايسلر على موقع الاتحاد الدولي لألعاب القوى (الإنجليزية)
- راندي هايسلر على موقع أوليمبيديا (الإنجليزية)